# Omar Elabdellaoui
Omar Elabdellaoui (ur. 5 grudnia 1991 w Oslo) – norweski piłkarz pochodzenia marokańskiego grający na pozycji prawego obrońcy lub pomocnika w klubie FK Bodø/Glimt oraz reprezentacji Norwegii. Kuzyn innych piłkarzy, Mohammeda Abdellaoue oraz Mustafy Abdellaoue.

## Kariera klubowa
Swoją karierę piłkarską Omar Elabdellaoui rozpoczął w klubie Skeid Fotball. W 2008 roku trafił do szkółki Manchesteru City. Grał tam w drużynie rezerw, a w 2011 został wypożyczony do rodzimego Strømsgodset IF. W jego barwach zadebiutował 3 kwietnia 2011 w przegranym 1:5 wyjazdowym meczu przeciwko IK Start. W Strømsgodset IF do końca 2011 rozegrał 11 meczów. W 2012 powrócił do Obywateli.
Latem 2012 Omar został wypożyczony do Feyenoordu. 2 września 2012 zadebiutował w Eredivisie w przegranym 0:1 wyjazdowym meczu przeciwko SBV Vitesse, gdy w 62. minucie zmienił Sekou Cissé.
W 2013 Elabdellaoui został wypożyczony do Eintrachtu Brunszwik. W sezonie 2012/2013 awansował z nim z drugiej Bundesligi do pierwszej. Latem 2013 podpisał kontrakt z Eintrachtem.
W 2014 roku odszedł do Olympiakosu SFP. 20 stycznia 2017 został wypożyczony do Hull City AFC.
Przed sezonem 2020/2021 przeszedł do Galatasaray SK.

## Kariera reprezentacyjna
W swojej karierze piłkarskiej Omar Elabdellaoui grał w reprezentacji Norwegii U-17 oraz U-19, a w 2010 roku zaliczył debiut w reprezentacji U-21. W 2012 roku awansował z nią do turnieju finałowego Mistrzostw Europy U-21 2013. W dorosłej kadrze zadebiutował 14 sierpnia 2013 w przegranym 2:4 towarzyskim meczu przeciwko reprezentacji Szwecji.

## Statystyki

### Klubowe
| Klub                       | Sezon              | Liga               | Liga  | Liga | Puchar kraju | Puchar kraju | Europa | Europa | Łącznie | Łącznie |
| Klub                       | Sezon              | Poziom             | Wyst. | Gole | Wyst.        | Gole         | Wyst.  | Gole   | Wyst.   | Gole    |
| -------------------------- | ------------------ | ------------------ | ----- | ---- | ------------ | ------------ | ------ | ------ | ------- | ------- |
| Strømsgodset IF (wyp.)     | 2011               | Eliteserien        | 10    | 0    | 1            | 0            | –      | –      | 11      | 0       |
| Feyenoord (wyp.)           | 2012/13            | Eredivisie         | 5     | 0    | 1            | 0            | 1      | 0      | 7       | 0       |
| Eintracht Brunszwik (wyp.) | 2012/13            | 2. Bundesliga      | 14    | 0    | 0            | 0            | –      | –      | 14      | 0       |
| Eintracht Brunszwik        | 2013/14            | Bundesliga         | 29    | 1    | 1            | 0            | –      | –      | 30      | 1       |
| Eintracht Brunszwik        | Łącznie            | Łącznie            | 43    | 1    | 1            | 0            | –      | –      | 44      | 1       |
| Olympiakos SFP             | 2014/15            | Superleague Ellada | 24    | 1    | 0            | 0            | 8      | 0      | 32      | 1       |
| Olympiakos SFP             | 2015/16            | Superleague Ellada | 20    | 2    | 2            | 0            | 7      | 0      | 29      | 2       |
| Olympiakos SFP             | 2016/17            | Superleague Ellada | 2     | 0    | 1            | 1            | 1      | 0      | 4       | 1       |
| Olympiakos SFP             | 2017/18            | Superleague Ellada | 19    | 1    | 2            | 0            | 6      | 0      | 27      | 1       |
| Olympiakos SFP             | 2018/19            | Superleague Ellada | 23    | 5    | 0            | 0            | 8      | 0      | 31      | 5       |
| Olympiakos SFP             | 2019/20            | Superleague Ellada | 28    | 1    | 3            | 0            | 16     | 0      | 47      | 1       |
| Olympiakos SFP             | Łącznie            | Łącznie            | 116   | 10   | 8            | 1            | 46     | 0      | 170     | 11      |
| Hull City (wyp.)           | 2016/17            | Premier League     | 8     | 0    | 1            | 0            | –      | –      | 9       | 0       |
| Galatasaray SK             | 2020/21            | Süper Lig          | 10    | 0    | 1            | 0            | 2      | 0      | 13      | 0       |
| Łącznie w karierze         | Łącznie w karierze | Łącznie w karierze | 192   | 11   | 13           | 1            | 49     | 0      | 254     | 12      |